# South Korea Songs
South Korea Songs là bảng xếp hạng âm nhạc tại Hàn Quốc, được thành lập bởi Billboard kể từ ngày 7 tháng 5 năm 2022. Bảng xếp hạng được cập nhập vào thứ 3 hàng tuần trên trang web của Billboard. Bảng xếp hạng nằm trong bộ sưu tập bảng xếp hạng Hits of the World của Billboard, xếp hạng 25 bài hát hàng đầu hàng tuần tại hơn 40 quốc gia trên toàn thế giới. South Korea Songs là sự thay thế cho K-pop Hot 100, đã bị ngừng hoạt động vào tuần trước, ngày 30 tháng 4 năm 2022.
Bài hát quán quân đầu tiên trên bảng xếp hạng này là "Still Life" của Big Bang trong số ra ngày 7 tháng 5 năm 2022. Bài hát quán quân hiện tại của bảng xếp hạng là "OMG" của NewJeans, sẽ kết thúc vào ngày 8 tháng 4 năm 2023.

## Cách vận hành
Bảng xếp hạng sẽ thu thập các dữ liệu của các bài hát từ thứ 6 đến thứ 5. Bảng xếp hạng sẽ dựa trên lượt tải digital từ các nhà bán lẻ digital full-service (doanh số bán hàng từ các trang web trực tiếp đến người tiêu dùng như cửa hàng riêng của nghệ sĩ sẽ bị loại trừ) và lượng streaming trực tuyến diễn ra ở Hàn Quốc trong thời gian thu thập dữ liệu. Tất cả dữ liệu được cung cấp bởi Luminate Data, trước đây là MRC Data.

## Danh sách các bài hát đạt vị trí thứ nhất
| Ngày phát hành       | Bài hát                                   | Nghệ sĩ            | Tuần. | Ref.   |
| -------------------- | ----------------------------------------- | ------------------ | ----- | ------ |
| 7 tháng 5 năm 2022   | "Still Life"                              | Big Bang           | 1     | [ 6 ]  |
| 14 tháng 5 năm 2022  | "That That"                               | Psy featuring Suga | 3     | [ 7 ]  |
| 4 tháng 6 năm 2022   | "Tomboy"                                  | (G)I-dle           | 4     | [ 8 ]  |
| 25 tháng 6 năm 2022  | "Yet to Come (The Most Beautiful Moment)" | BTS                | 1     | [ 9 ]  |
| 9 tháng 7 năm 2022   | " Love Dive "                             | Ive                | 3     | [ 10 ] |
| 23 tháng 7 năm 2022  | "Girls"                                   | Aespa              | 1     | [ 11 ] |
| 6 tháng 8 năm 2022   | "At That Moment"                          | Gaya-G             | 1     | [ 12 ] |
| 13 tháng 8 năm 2022  | "Sneakers"                                | Itzy               | 1     | [ 13 ] |
| 20 tháng 8 năm 2022  | "Attention"                               | NewJeans           | 2     | [ 14 ] |
| 3 tháng 9 năm 2022   | "Pink Venom"                              | Blackpink          | 2     | [ 15 ] |
| 17 tháng 9 năm 2022  | "After Like"                              | Ive                | 2     | [ 16 ] |
| 1 tháng 10 năm 2022  | "Shut Down"                               | Blackpink          | 3     | [ 17 ] |
| 22 tháng 10 năm 2022 | "Hype Boy"                                | NewJeans           | 2     | [ 18 ] |
| 4 tháng 11 năm 2022  | "Nxde"                                    | (G)I-dle           | 2     | [ 19 ] |
| 19 tháng 11 năm 2022 | "Event Horizon"                           | Younha             | 6     | [ 20 ] |
| 31 tháng 12 năm 2022 | "Ditto"                                   | NewJeans           | 6     | [ 21 ] |
| 21 tháng 1 năm 2023  | "OMG"                                     | NewJeans           | 9     | [ 22 ] |

## Các cột mốc của nghệ sĩ

### Nghệ sĩ có bài hát đạt vị trí thứ nhất nhiều nhất
| Số bài hát | Nghệ sĩ   |
| ---------- | --------- |
| 4          | NewJeans  |
| 2          | Ive       |
| 2          | Blackpink |
| 2          | (G)I-dle  |

### Nghệ sĩ có bài hát đạt vị trí thứ nhất trong nhiều tuần nhất
| Số tuần | Nghệ sĩ   |
| ------- | --------- |
| 19      | NewJeans  |
| 6       | (G)I-dle  |
| 6       | Younha    |
| 5       | Ive       |
| 5       | Blackpink |
| 3       | Psy       |
| 3       | Suga      |

## Các cột mốc của bài hát

### Bài hát đạt vị trí thứ nhất trong nhiều tuần nhất
| Số tuần | Bài hát         | Nghệ sĩ            | Năm phát hành |
| ------- | --------------- | ------------------ | ------------- |
| 9       | "OMG"           | NewJeans           | 2023          |
| 6       | "Event Horizon" | Younha             | 2022          |
| 6       | "Ditto"         | NewJeans           | 2022          |
| 4       | "Tomboy"        | (G)I-dle           | 2022          |
| 3       | "That That"     | Psy featuring Suga | 2022          |
| 3       | "Love Dive"     | Ive                | 2022          |
| 3       | "Shut Down"     | Blackpink          | 2022          |
| 2       | "Attention"     | NewJeans           | 2022          |
| 2       | "Hype Boy"      | NewJeans           | 2022          |
| 2       | "Pink Venom"    | Blackpink          | 2022          |
| 2       | "After Like"    | Ive                | 2022          |
| 2       | "Nxde"          | (G)I-dle           | 2022          |

## Link
- Bảng xếp hạng các bài hát Hàn Quốc hiện tại
- Bảng xếp hạng Billboard